# Кістофор
Кістофо́р, або Цистофо́р (лат. Cistophorus, дав.-гр. Κιστοφόρος) — монета античного Пергаму. Введена в оббіг у 175—160 до н. е. у державі Атталідів для заміни монети Селевкідів та тетрадрахми Філетера. Її вартість складала близько трьох драхм чи трьох денаріїв, що на той час були вживаними валютами. Монета перебувала в грошовому обігу до часів римського імператора Адріана.
На аверсі монети карбували лавровий вінок і, відповідно до часу, була присутня фігура августа з cista mystica — напіввідкритим коробом у вінку айви містерій Діоніса, з якого виповзала змія. На реверсі зображали римську богиню Пакс. Ліворуч від неї деколи карбувалася назва міста.